# Регентство (Індонезія)
Регентство (індонез. kabupaten), яке іноді неправильно називають районом, є адміністративним поділом Індонезії, безпосередньо підпорядкованим провінції та на одному рівні з містом (кота). Регентства поділяються на округи (Кечаматан, Дістрік в регіоні Папуа або Капаневон в спеціальному регіоні Джок'якарти).
Англійська назва «регентство» походить від нідерландського колоніального періоду, коли регентствами керували бупаті (або регенти) і були відомі як regentschap голландською (kabupaten яванською, а згодом індонезійською). Бупаті були регіональними лордами під час доколоніальних монархій Яви. Коли голландці скасували або скоротили ці монархії, бупаті залишилися найвищою владою корінного населення. Строго кажучи, вони не були «тубільними правителями», оскільки голландці заявляли про повний суверенітет над своєю територією, але на практиці вони мали багато атрибутів дрібних королів, включаючи вишукані регалії та палаци та високий ступінь безкарності.

## Етимологія

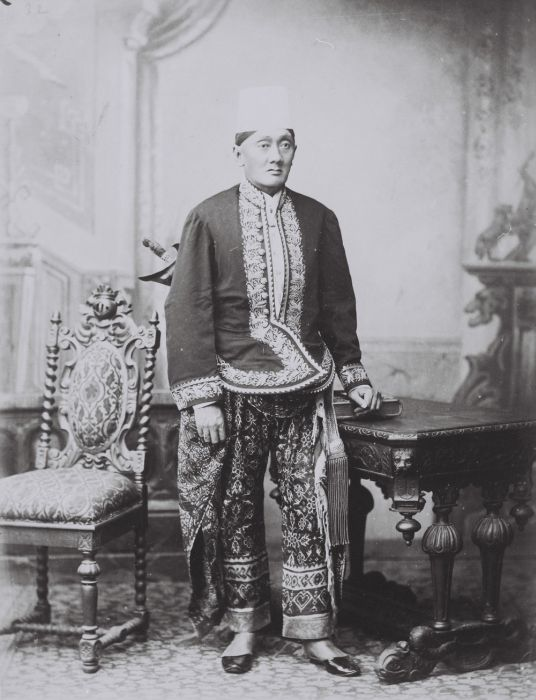
Портрет яванського регента в парадному мундирі (близько 1900 р.).

Індонезійська назва bupati — це запозичене слово із санскриту, скорочення санскритської назви bhumi-pati (bhumi भूमि «(землі)» + pati पति «володар», отже bhumi-pati «володар землі»).  В Індонезії бупаті спочатку використовувався як яванський титул для регіональних правителів у доколоніальних королівствах, його перше зареєстроване використання було в написі Телага Бату, який відноситься до періоду Шрівіджая, в якому бхупаті згадується серед титулів місцевих правителів, які висловлювали вірність королям Шрівіяї. Спорідненими титулами, які також використовувалися в доколоніальній Індонезії, є адіпаті («герцог») і сенапаті («володар армії» або «генерал»). Як ми знаємо сьогодні, округ де-факто існує з 28 січня 1892 року, у 19 столітті нашої ери, коли уряд Голландської Ост-Індії заснував Ландархіф. 29 січня 1892 року було підтверджено перший ландархів, який проіснував до 1905 року. Юридично існування архівних установ Індонезії почалося з проголошенням незалежності Індонезії 17 серпня 1945 року.

## Період до здобуття незалежності

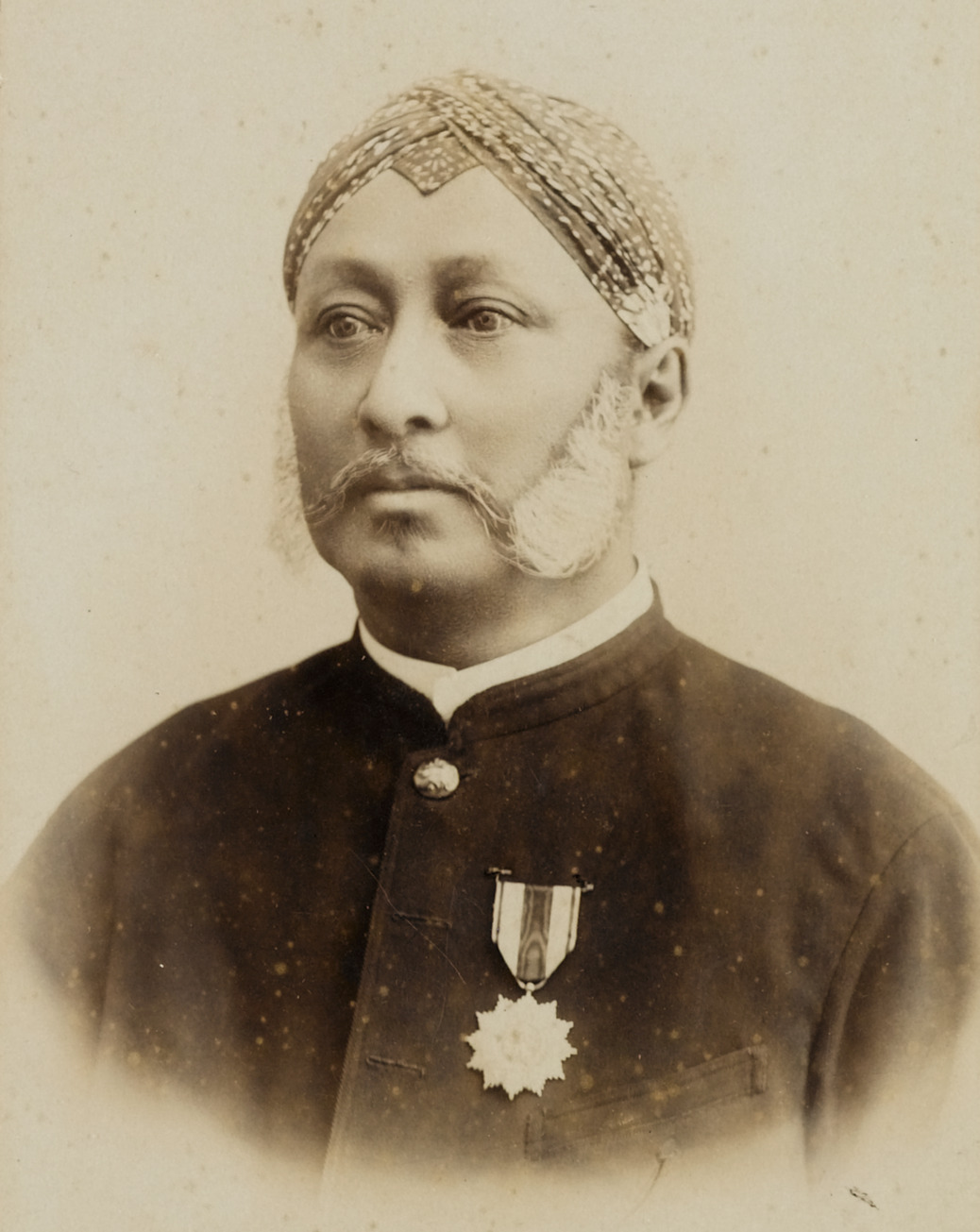
Сосронінграт, регент Джепари 1881–1905

Регентства в територіальних одиницях Яви були об'єднані в резиденції, очолювані виключно жителями Європи. Цей термін натякав на те, що мешканці мали квазідипломатичний статус по відношенню до бупаті (і справді вони мали такі стосунки з місцевими правителями, які продовжували переважати на більшій частині Індонезії за межами Яви), але на практиці бупаті повинні були дотримуватися голландської мови. інструкції з будь-яких питань, що стосуються колоніальної влади. Як і нинішня система правління в Індонезії, система історичних часів все ще діє.
Відносини між цими сторонами були неоднозначними: у той час як юридична та військова влада належала голландському уряду (або, протягом тривалого часу, Голландській Ост-Індській компанії під керівництвом генерал-губернатора в Батавії на Яві), регенти мали вищий протокольний ранг, ніж помічники -мешканець, який нібито консультував їх і повсякденно керував населенням. Після здобуття Індонезією незалежності в 1945 році терміни бупаті та кабупатен стали застосовуватися на всьому архіпелазі до адміністративної одиниці нижче резиденції (каресіденан).
У написі Телага Бату, який було знайдено в селі поблизу Палембанга і містить поклоніння царю Шрівіяї, можливо, є слово бхупаті. Вважається, що напис датується кінцем VII століття нашої ери. Експерт з індонезійських написів Йоханнес Гійсбертус де Каспаріс переклав bhupati терміном «голова» (hoofd голландською), слово bhupati також зустрічається в написі Лігор, який було знайдено в Накхонсітхаммарат, провінція Таїланду. У 17 столітті європейці називали місцевість Лігором. цей напис було ідентифіковано в 775 р. н. е. 7 ст. н. е., термін bhupati використовувався для позначення короля Шрівіяя Худжунглангіта в 9 столітті н. е..

## Новітня історія
З початку епохи реформ у 1998 році в Індонезії відбулося дивовижне відокремлення регентських урядів. Процес став відомий як пемекаран (поділ). Після сплеску підтримки децентралізації по всій Індонезії, який стався після падіння Сухарто в 1998 році, у 1999 році було прийнято ключові нові закони про децентралізацію. Згодом стався стрибок у кількості регентств (і міст) з приблизно 300 наприкінці 1998 року до 514 у 2014 році через шістнадцять років. Це відокремлення нових регентств, яке спочатку віталося, стало все більш суперечливим в Індонезії, оскільки адміністративна фрагментація виявилася дорогою і не принесла очікуваних переваг.
Вищий рівень адміністрації висловив загальне відчуття, що процес pemekaran необхідно уповільнити (або навіть зупинити на певний час), хоча місцеві політики на різних рівнях уряду в Індонезії продовжують висловлювати сильну популістську підтримку подальшого створення нових регентства. Дійсно, з 2014 року не було створено жодних інших регентств чи незалежних міст. Однак у документі про фіскальну децентралізацію та регіональну нерівність доходів у 2019 році стверджувалося, що фіскальна децентралізація зменшує регіональну нерівність доходів.

## Статистика
Станом на 2020 рік в Індонезії налічується 416 регентств і 98 міст. 120 із них знаходяться на Суматрі, 85 — на Яві, 37 — у Малих Зондських островах, 47 — на Калімантані, 70 — на Сулавесі, 17 — на Малуках і 40 — на Папуа.